# Ikhsan Fandi
Ikhsan bin Fandi Ahmad (* 9. April 1999 in Singapur) ist ein singapurisch-südafrikanischer Fußballspieler.

## Karriere

### Verein
Ikhsan Fandi erlernte das Fußballspielen in den Jugendmannschaften der National Football Academy, des AC Barnechea sowie des CD Universidad Católica. Seinen ersten Vertrag unterschrieb er am 7. Januar 2016 bei Home United. Der Verein spielte in der ersten Liga des Landes. In seiner ersten Saison als Profi absolvierte er vier Erstligaspiele. Am 1. Januar 2017 wechselte er zu den Young Lions. Die Young Lions sind eine U23-Mannschaft, die 2002 gegründet wurde. In der Mannschaft spielen U23-Nationalspieler und auch Perspektivspieler. Ihnen soll die Möglichkeit gegeben werden, Spielpraxis in der ersten Liga, der Singapore Premier League, zu sammeln. 30-mal stand er für die Young Lions in der ersten Liga auf dem Spielfeld. Im Januar 2019 zog es ihn nach Europa. Hier unterschrieb er in Norwegen einen Vertrag beim Raufoss IL. Mit dem Verein aus Raufoss spielte er in der zweiten norwegischen Liga, der 1. Division. Nach 37 Zweitligaspielen für Raufoss wechselte er Anfang Oktober 2020 zum ebenfalls in der zweiten Liga spielenden FK Jerv. Für den Klub aus Grimstad stand er 37-mal auf dem Spielfeld. Im Dezember 2021 kehrte er nach Asien zurück, wo er in Thailand einen Vertrag beim Erstligisten BG Pathum United FC unterschrieb. Bei BG steht auch sein Bruder Irfan Fandi unter Vertrag. Am Ende der Saison feierte er mit BG die Vizemeisterschaft. Am 6. August 2022 gewann er mit BG den Thailand Champions Cup. Das Spiel gegen Buriram United im 80th Birthday Stadium in Nakhon Ratchasima gewann man mit 3:2. Am 20. Mai 2023 stand BG das Endspiel des Thai League Cup. Das Finale wurde gegen Buriram United mit 2:0 verloren. Im Sommer 2024 gab der Verein die Vertragsverlängerung bis 2027 bekannt. Am 16. Juni 2024 stand er mit BG im Finale des Thai League Cup. Hier gewann man durch ein Tor von Teerasil Dangda gegen Muangthong United mit 1:0. Im Sommer 2025 wechselte er auf Leihbasis nach Ratchaburi zum ebenfalls in der ersten Liga spielenden Ratchaburi FC.

### Nationalmannschaft
Ikhsan Fandi spielt seit 2017 für die A-Nationalmannschaft von Singapur. Sein Debüt gab er am 31. August 2017 in einem Freundschaftsspiel gegen Hongkong, als er in der 71. Minute für Hariss Harun eingewechselt wurde.

## Erfolge
BG Pathum United FC
- Thailändischer Vizemeister: 2021/22
- Thailändischer Supercup-Sieger: 2022
- Thailändischer Ligapokalsieger: 2023/24
- Thailändischer Ligapokalfinalist: 2022/23

## Persönliches
Ikhsan Fandi ist der Sohn von Fandi Ahmad und der Bruder von Ilhan Fandi und Irfan Fandi.